# Bob de Moor
Robert Frans Marie De Moor (Amberes, 20 de diciembre de 1925- Bruselas, 26 de agosto de 1992), más conocido como Bob de Moor, fue un historietista belga. Además de por su propia obra, es conocido por haber colaborado con Hergé en varios álbumes de Las aventuras de Tintín. 

## Biografía
Estudió en la academia de Bellas Artes de Amberes, tras lo cual comenzó a trabajar en el estudio de animación Afim. Entre 1945 y 1946 trabajó en la revista flamenca Kleine Zondagsvriend, dibujando las historias de Cori, de Scheepsjongen (en francés "Bart le Moussaillon"), y otros personajes, como el inspector Marks y el profesor Hobbel y su ayudante Sobbel. 
Publicó en 1947 su primer álbum en francés, Le mystère du vieux château-fort, con guion de John van Looveren. En revistas flamencas publicó varias historietas, como Monneke en Johnekke, Janneke en Stanneke, De Leeuw van Vlaanderen, De Koene Edelman, Tijl Uilenspiegel o Het Leven van J.B. de la Salle. Trabajó tanto para la revista Tintín (Bouboule et Noiraud, Professeur Troc, Barelli, etc) como para su equivalente flamenco, Kuifje (De Leeuw van Vlaanderen, De Kerels van Vlaanderen, etc).
En 1950 entró a trabajar en los Estudios Hergé, donde se convirtió en primer ayudante, supervisando los decorados de algunos álbumes de Tintín, como La isla negra u Objetivo: la Luna. Participó también en la producción de las versiones en dibujos animados de El templo del sol y Tintín y el lago de los tiburones. Su huella es evidente en obras como Tintín y los pícaros, en la que se hizo cargo de la mayor parte del trabajo gráfico. No obstante, no aparece nunca acreditado en ninguno de los álbumes de Tintín. 
Entre 1951 y 1956 dio a luz nuevas series, como Nonkel Zigomar, Snoe en Snolleke, etc. En 1959 creó para la revista Tintín Pirates d'Eau Douce, y en 1970 dibujó el episodio Le Repaire du Loup de la serie Lefranc, creada por Jacques Martin. 
Tras la muerte de Hergé, en 1983, quiso completar el álbum inacabado Tintín y el Arte-Alfa, pero Fanny, viuda del creador de Tintín, decidió que el álbum se publicase con los bocetos de Hergé. En 1989, completó la segunda parte de Las tres fórmulas del profesor Sato, aventura de Blake y Mortimer que Edgar Pierre Jacobs había dejado inconclusa al morir en 1987. Ese mismo año fue nombrado director artístico de Ediciones du Lombard, y desde entonces presidió también el consejo de administración del CBBD (Centre Belge de la Bande Dessinée), en Bruselas. Murió en 1992, y su último álbum fue completado por su hijo, el también historietista Johan de Moor.

## Obras

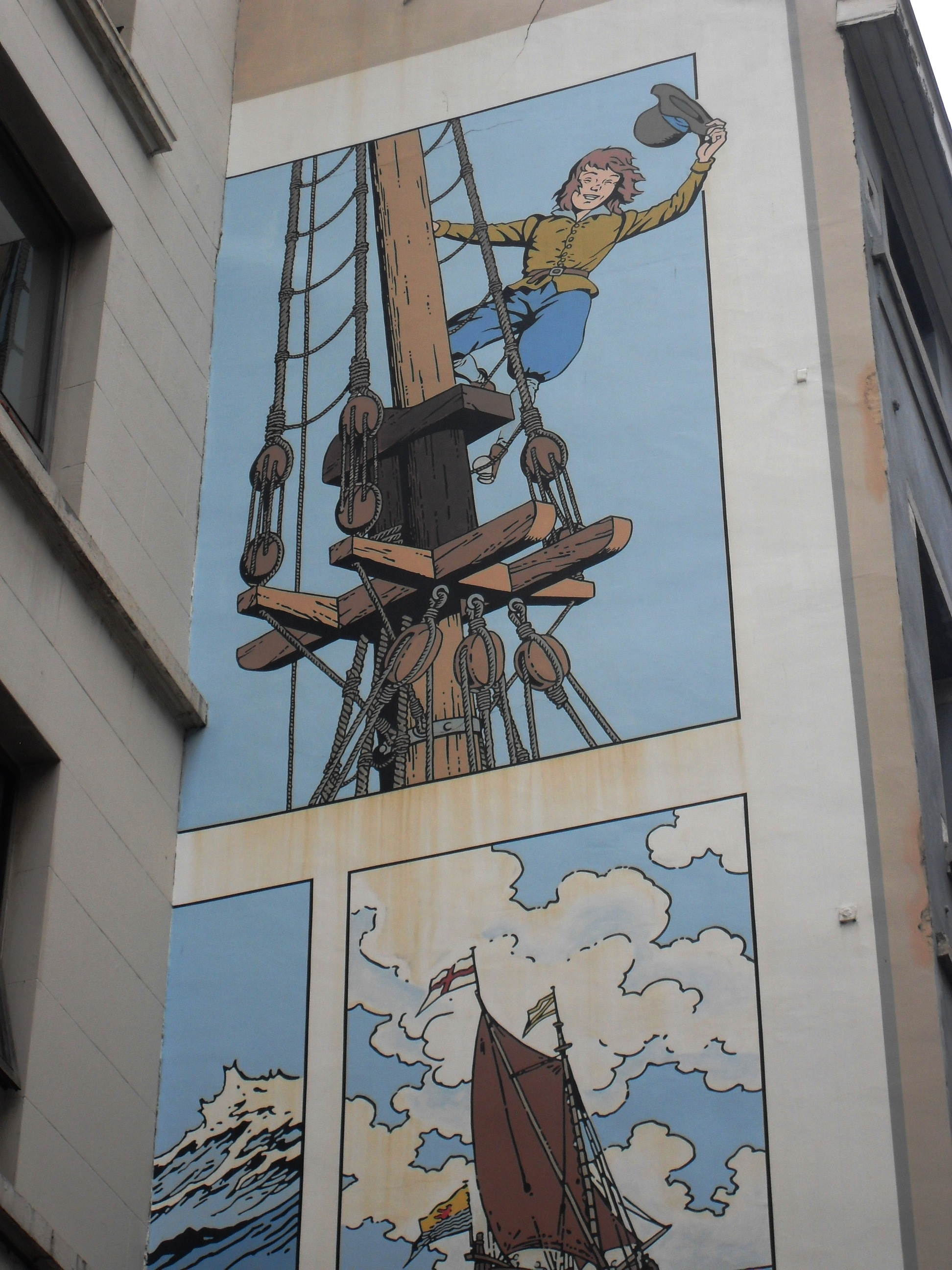
Cori el grumete representado en un mural de Bruselas.

- Les aventures de Johan et Stephan
- Las aventuras de Barelli
- Cori le Moussaillon

## Ediciones en español

### Cori el grumete
- Tomo 1. La Armada Invencible I : los espías de la reina. Editorial Juventud, 1991. ISBN 84-261-2540-9
- Tomo 2. La Armada Invencible II : el Dragón de los Mares. Editorial Juventud, 1991. ISBN 84-261-2577-8
- Tomo 3. En busca del oro. Editorial Juventud, 1993.
- Tomo 4. La expedición maldita. Editorial Juventud, 1989.
- Tomo 5. Dalí capitán. Editorial Juventud, 1994.

### Barelli
- Tomo 1. El enigmático señor Barelli. Editorial Juventud, 1990. ISBN 84-261-2479-8
- Tomo 2. Barelli y los agentes secretos. Editorial Juventud, 1992. ISBN 84-261-2603-0.
- Tomo 3. Barelli en Nusa Penida 1. La isla del brujo. Editorial Juventud, 1990. ISBN 84-261-2509-3.
- Tomo 4. Barelli en Nusa Penida 2. Los traficantes del templo. 1.ª ed. Editorial Juventud, 1991. ISBN 84-261-2532-8.
- Tomo 5. Barelli en Nusa Penida 3. El Gran Bhougi-Whougi. 1.ª ed. Editorial Juventud, 1991. ISBN 84-261-2569-7.
- Tomo 6. Le Bouddha Boudant (el buda cabreado)
- Tomo 7. Bonne Mine á la mer (el mar es la bomba).
- Tomo 8. Le Seigneur de Gonobutz (el señor de Gonobutz)
- Tomo 9. Mene le enquête (Barelli dirige la investigación: tomo de varias aventuras breves: Está en el lago!, Barelli y la muerte de Ricardo II,La nariz de Cleops,El abominable Señor Barelli y ¡Top Secret!)

Colección Integral Barelli. NetCom2 Editorial. ISBN 978-84-15773-26-9

### Las aventuras de Oscar y Julián
- Tomo 1. El gran embrollo. Editorial Junior, 1988. ISBN 84-7419-560-8
- Tomo 2. El tesoro del bandido. Editorial Junior, 1988. ISBN 84-7419-561-6
- Tomo 3. El espía amarillo. Editorial Junior, 1988. ISBN 84-7419-574-8
- Tomo 4. El caballero rojo. Editorial Junior, 1988. ISBN 84-7419-622-1
- Tomo 5. Los cigarrillos de la reina Thia. Editorial Junior, 1988. ISBN 84-7419-701-5

otros tomos no editados en España:(títulos en francés) 
"le renard qui louche"
"le secret de Volcanie"
"les boucs émissaires"
"Le Dragon Noir"